# Aeroporto Internazionale di Atlanta-Hartsfield-Jackson
L'Aeroporto Internazionale di Hartsfield-Jackson (IATA: ATL, ICAO: KATL) è l'aeroporto principale della città di Atlanta, in Georgia (Stati Uniti d'America). Dal 1998 è costantemente l'aeroporto più trafficato del mondo per numero di passeggeri.
È l'hub di Delta Air Lines con più di 1.000 voli al giorno per 225 destinazioni in tutto il mondo. Oltre a Delta l'aeroporto di Atlanta è base delle compagnie low-cost Frontier e Southwest.

## Storia
Hartsfield-Jackson Atlanta International Airport (IATA: ATL, ICAO: KATL, FAA LID: ATL), conosciuto come Hartsfield-Jackson, si trova a 16.2 km a sud del quartiere centrale degli affari di Atlanta. È l'aeroporto col maggior traffico al mondo per numero di passeggeri dal 1998, e per movimenti totali dal 2005. Molti dei quasi un milione di voli l'anno sono voli nazionali degli Stati Uniti, dove Atlanta serve come un hub importante per i viaggi in tutto il sud-est degli Stati Uniti.
L'aeroporto è un punto di riferimento per Southwest Airlines ed è il centro principale di Delta Air Lines e Delta Connection, partner di ExpressJet; con circa 1.000 voli al giorno, l'hub Delta è il centro aeroportuale più grande del mondo. L'aeroporto dispone del servizio internazionale per il Nord America, Sud America, Centro America, Europa, Asia e Africa. Come gateway internazionale per gli Stati Uniti, Hartsfield-Jackson occupa il settimo posto nel paese.
Hartsfield-Jackson è stato costruito noleggiando gratuitamente per 5 anni un terreno di 287 acri (116 ettari), dov'era il circuito di auto abbandonato di nome Atlanta Speedway. Il contratto di locazione è stato firmato il 16 aprile 1925, dal sindaco Walter Sims, che promise di svilupparlo come campo di aviazione. Come parte dell'accordo, la proprietà fu ribattezzata Campo Candler, per via del suo precedente proprietario, il magnate della Coca-Cola ed ex sindaco di Atlanta Asa Candler. Il primo volo dal campo Candler è avvenuto il 15 settembre 1926, un volo postale della Florida Airways in volo da Jacksonville, in Florida. Nel maggio del 1928, la Pitcairn Aviation ha iniziato il servizio ad Atlanta, seguito nel giugno 1930 dal Servizio della Delta Air. Più tardi queste due compagnie aeree, note ora come Eastern Air Lines e Delta Air Lines, rispettivamente, stabilirono entrambi Atlanta come loro hub principale.
Sin dal principio è stato un aeroporto molto frequentato e alla fine del 1930 era al terzo posto dietro a New York e Chicago per i voli regolari giornalieri con sedici tra partenze e arrivi. La prima torre di controllo Candler Field è stata aperta nel marzo 1939.
Nel mese di ottobre 1940, il governo degli Stati Uniti dichiarò che la United States Army Air Forces avrebbe operato con l'Atlanta Army Airfield in collaborazione con Campo Candler. L'aeroporto viene impiegato, dall'USAAF principalmente per la manutenzione di aeromobili in trasferimento, e con diversi tipi di aerei da combattimento stazionati nell'aeroporto. Durante la Seconda Guerra Mondiale, l'aeroporto, raddoppiò le sue dimensioni, e stabilì un record di 1.700 tra decolli e atterraggi in un solo giorno, il che lo rese il più trafficato aeroporto del paese in termini di operazioni di volo. L'Atlanta Army Airfield venne chiuso dopo la fine della guerra.
Nel 1946 Campo Candler fu rinominato Atlanta Municipal Airport e nel 1948, più di un milione di passeggeri sono passati attraverso uno storico hangar che fungeva da edificio del terminal. Durante il periodo del dopoguerra, sia Delta che Eastern hanno gestito una vasta rete di rotte da Atlanta verso destinazioni in tutti gli Stati Uniti. Southern Airways si stabilì ad Atlanta poco dopo la guerra e mantenne una rete di rotte a corto raggio in tutto il Sud-Est fino al 1979.
Il 1º giugno 1956 un volo della Eastern per Montréal, Canada fu il primo volo internazionale da Atlanta. Nel 1964 la prima tratta internazionale programmata fu la Delta/Pan Am DC-8 per l'Europa, il primo diretto programmato per un paese estero fu un volo della Eastern per Città del Messico nel 1972, i voli diretti per l'Europa partirono nel 1978 mentre per l'Asia cominciarono nel 1992-93. Nel 1957 Atlanta ha visto il suo primo aereo jet di linea: un prototipo Sud Aviation Caravelle è arrivato da Washington. Atlanta era diventato l'aeroporto più trafficato del paese, e poco dopo lo sarebbe diventato del mondo. Nell'anno 1957 Atlanta è stato il nono aeroporto più trafficato del mondo per numero di voli e di passeggeri.
Il 3 maggio 1961, con 21 milioni di dollari di investimento, fu aperto il nuovo terminal che fu in grado di ospitare più di sei milioni di viaggiatori all'anno. Il nuovo aeroporto fu il più grande del paese. Nel marzo del 1962 fu costruita la pista più lunga (9/27, ora 8R).
Nel 1967, la città di Atlanta e le compagnie aeree cominciarono a lavorare su un piano generale per lo sviluppo futuro dell'Atlanta Municipal Airport. La costruzione iniziò nel gennaio 1977 sotto l'amministrazione del sindaco Maynard Jackson. Fu il più grande progetto di costruzione nel Sud, costato $ 500 milioni di dollari. Il nuovo complesso fu progettato da Stevens & Wilkinson, Smith & Hinchman Grylls. Ha preso il nome dell'ex sindaco di Atlanta Hartsfield William Berry, che ha fatto molto per promuovere i viaggi aerei. William B. Hartsfield Atlanta International Airport è stato inaugurato il 21 settembre del 1980. È stato progettato per ospitare fino a 55 milioni di passeggeri all'anno e coperto da 230.000 m². Nel dicembre del 1984 la quarta pista parallela è stata completata, e un'altra pista è stata estesa a 3.624 m, l'anno successivo.
Sebbene Eastern fosse una compagnia aerea più grande della Delta, Delta è stato uno dei primi utilizzatori dell'aeroporto, dandole un vantaggio nella concorrenza. Eastern cessò le operazioni nel 1991 a causa di problemi economici e della concorrenza, lasciando Delta con l'unico hub principale ad Atlanta. American Airlines considerò di creare il suo hub ad Atlanta quando fallì la Eastern, ma il fatto che Delta fosse troppo sviluppata, preferì spostarsi nell'altro hub della Eastern, l'Aeroporto Internazionale di Miami.
ValuJet fu fondata nel 1993 per fare concorrenza a basso costo a Delta nell'aeroporto di Atlanta dopo il fallimento Eastern. Ma la compagnia aerea fu temporaneamente messa a terra dopo l'incidente del 1996 sul Volo ValuJet 592. Riprese a volare nel 1997 come AirTran Airways e rimane la seconda più grande compagnia aerea ad Atlanta. AirTran fu acquisita da Southwest Airlines nel 2011 e nel sud-ovest prevede di integrare le sue operazioni con AirTran in futuro. Adesso è la Southwest Airlines ad essere la seconda compagnia aerea all'aeroporto di Atlanta.
Nel maggio 2001, è cominciata la costruzione della quinta pista (10-28). È stata completata con un costo di 1,28 miliardi di dollari e inaugurata il 27 maggio 2006, ed è stata la prima pista aggiunta dal 1984. Ha reso Hartsfield-Jackson l'unico aeroporto civile della nazione ad avere attualmente una pista sopra una strada interstatale (Interstate 285). Il grande progetto, ha distrutto alcuni quartieri circostanti e cambiato radicalmente il panorama dei due cimiteri presenti sulla proprietà dell'aeroporto: Flat Rock Cemetery e Hart Cemetery.
La pista è stata aggiunta per risolvere alcuni dei problemi di traffico causati dalle differenze di spazio occorrenti per far atterrare aerei piccoli e medi rispetto ai grandi aerei. Con la quinta pista, Hartsfield-Jackson è uno dei pochi aeroporti in grado di eseguire tre atterraggi contemporaneamente.
La quinta pista dovrebbe aumentare la capacità di atterraggi e decolli del 40%, da una media di 184 voli per ora a 237 voli all'ora.
Insieme con la costruzione della quinta pista, una nuova torre di controllo è stata costruita per vedere l'intera lunghezza della pista. La nuova torre di controllo è la più alta negli Stati Uniti, con un'altezza di oltre 121 m. La vecchia torre di controllo, è stata demolita.
Il consiglio comunale di Atlanta ha votato il 20 ottobre 2003 per modificare il nome da Hartsfield Atlanta International Airport alla corrente Hartsfield-Jackson Atlanta International Airport, in onore dell'ex sindaco Maynard Jackson, morto il 23 giugno 2003.
Nel mese di aprile 2007, fu aperta una nuova via di rullaggio, chiamata Victor. Si prevede di risparmiare una cifra stimata tra i 26 milioni e i 30 milioni di dollari di carburante ogni anno, consentendo ad aerei che atterrano sulla pista nord di raggiungere l'area di imbarco senza impedire ad altri aerei di decollare, usando la nuova via di rullaggio.
A seguito della siccità che ha colpito il sud-est degli Stati Uniti nel 2007, l'aeroporto (l'ottavo più grande utilizzatore di acqua dello Stato) ha apportato modifiche per ridurre il consumo di acqua. Questo include la diminuzione dei lavandini nei wc e di togliere il "water cannon"; il tradizionale saluto ad una nuova compagnia aerea che consiste nel passare sotto un ponte d'acqua.
L'aeroporto oggi impiega circa 55.300 persone tra personale aereo, trasporto via terra, concessionari, sicurezza, agenti del governo federale, funzionari della città ed è il più grande centro per l'impiego nello Stato della Georgia. L'aeroporto ha un impatto economico diretto e indiretto di 3,2 miliardi di dollari per l'economia locale e regionale e in un anno, l'impatto economico regionale complessivo è di oltre 19,8 miliardi di dollari.
Da quando è stato aperto il terminal Concourse F nel maggio 2012, l'aeroporto ha ora 200 imbarchi, un numero che è superiore a qualsiasi altro aeroporto.

## Espansione e ristrutturazione
Nel 1999 la società di gestione di Hartsfield-Jackson ha istituito il programma di sviluppo: "Focus On the Future" che coinvolge più progetti di costruzione, con l'intenzione di preparare l'aeroporto per gestire una domanda prevista di 121 milioni di passeggeri nel 2015. Il programma è stato originariamente preventivato a 5,4 miliardi di dollari nel corso un periodo di dieci anni, ma il totale è stato rivisto a più di $ 9 miliardi di dollari.

### Terminal Internazionale Maynard H. Jackson Jr.
Nel luglio 2003, l'ex sindaco di Atlanta Shirley Franklin ha annunciato un nuovo terminal che sarebbe stato chiamato  'Maynard H. Jackson, Jr.' . Il nuovo terminal internazionale sarebbe stato costruito sul lato est dell'aeroporto, vicino al terminal internazionale Concourse E, in un sito che era stato occupato da impianti di trasporto aereo merci e la torre di controllo centrale. Sono stati aggiunti 12 nuovi gates in grado di connettere gli aerei wide-body, che possono essere convertiti a sedici gate per aerei più piccoli, così come nuovi banchi check-in e di una zona ritiro bagagli solo per i vettori internazionali. Inoltre, il terminal internazionale ha un proprio parcheggio solo per i passeggeri internazionali con oltre 1.100 posti.

Quando la destinazione finale è Atlanta per passeggeri internazionali in arrivo, sono in grado di recuperare il proprio bagaglio e uscire direttamente dall'aeroporto. Il nuovo terminale è collegato al Concourse E dal tram e tramite la Interstate 75.
L'apertura del nuovo terminal era stata prevista nel 2006; tuttavia, il superamento della scadenza e del costo costrinsero l'ex Direttore Generale dell'aeroporto Ben DeCosta, ad annullare il contratto di progettazione, nel mese di agosto del 2005. Il giorno dopo, l'architetto citò in giudizio l'aeroporto per "frode" e "malafede", accusando le autorità aeroportuali per i problemi. 

All'inizio del 2007, il Direttore Generale aggiudicò un nuovo contratto di progettazione del nuovo terminal internazionale all'Atlanta Gateway Designers (AGD). La costruzione iniziò nell'estate del 2008. Il costo stimato del terminal fu di 1,4 miliardi di dollari e fu aperto il 16 maggio 2012. 

La prima partenza dal nuovo terminal è stato il volo Delta numero 295 Tokyo-Narita, ed il primo arrivo è stato il volo Delta numero 177 da Dublino.

### Accoglienza dell'A380
Oltre al terminale che amplierà le operazioni internazionali in aeroporto, le sezioni di alcune vie di rullaggio di mezzo sono state allargate da 145 piedi (44,2 m) a 162 piedi (49,4 m) e una sezione di pista 27R è stata ampliata da 220 piedi (67,1 m) a 250 piedi (76,2 m), al fine di ospitare l'Airbus A380 presso l'aeroporto. Air France sta valutando se iniziare il servizio con A380 da Atlanta, e la Korean Air ha iniziato servizio giornaliero da Atlanta a Seul il 1º settembre 2013.
Inoltre, due imbarchi adiacenti su Concourse E, gli imbarchi E1 ed E3, sono stati adattati per consentire l'imbarco dei passeggeri uno nel livello inferiore e l'altro nel livello superiore, permettendo l'imbarco rapido e facilitando ai passeggeri i collegamenti agli altri voli dell'aeroporto.

## Navigare nell'aeroporto
L'aeroporto internazionale Hartsfield-Jackson di Atlanta, uno dei più grandi hub di viaggio al mondo, dispone di due terminal principali—nazionale e internazionale, ed è diviso in sette concorsi etichettati da A a F e T.
L'aeroporto è efficientemente interconnesso dal Plane Train e da un tunnel pedonale dotato di tapis roulant, che facilitano un rapido spostamento tra i concorsi.

### Terminal Sud (Nazionale) Compagnie Aeree
Serve principalmente Delta Air Lines per il check-in e il ritiro bagagli. Servizi e Comfort: Offre una varietà di opzioni di ristorazione, negozi e lounge per migliorare la vostra esperienza di viaggio. Connettività: Utilizzare il Plane Train, un sistema automatizzato di trasporto persone (APM), per trasferimenti rapidi ai concorsi e al Terminal Nord.

### Terminal Nord (Nazionale) Compagnie Aeree
Ospita vettori come Southwest, United, American Airlines e altri per il check-in e il ritiro bagagli. Strutture: Vanta una vasta gamma di punti vendita al dettaglio, ristoranti e aree di sosta per i passeggeri da esplorare e utilizzare. Collegamenti di Transito: Passaggio facile ai diversi concorsi e al Terminal Sud tramite il Plane Train.

### Concorso T Compagnie Aeree
Utilizzato prevalentemente da Delta e Southwest. Informazioni Aggiuntive: Agevola sia le partenze che gli arrivi, fornendo un accesso diretto alle aree di ritiro bagagli nei Terminal Nazionali. Spostarsi tra i Concorsi: Utilizzare il Plane Train o esplorare i corridoi adornati con affascinanti installazioni artistiche.

### Concorsi da A a D Compagnie Aeree
Questi concorsi servono più compagnie aeree, con Delta notevolmente presente in tutti, insieme ad altre come Southwest, American e United in concorsi selezionati. Dettagli: Ogni concorso ha la propria gamma di ristoranti, negozi e comfort, fornendo varie opzioni, sia che siate alla ricerca di un boccone veloce, di articoli da viaggio dell'ultimo minuto o di shopping di svago.

### Concorsi E e F (Internazionali) Compagnie Aeree
Servono varie compagnie aeree internazionali insieme ai voli internazionali di Delta. Terminal Internazionale: Il Concorso F è direttamente collegato al Terminal Internazionale Maynard H. Jackson Jr., fornendo un'esperienza semplificata per i viaggiatori internazionali, completa di opzioni di ristorazione, shopping e lounge. Opzioni di Collegamento: I viaggiatori possono sfruttare il Plane Train per un rapido ed efficiente transito verso gli altri concorsi.

## Statistiche
Questo grafico non è disponibile a causa di un problema tecnico.
Si prega di non rimuoverlo.
Vedi la query Wikidata di origine.
| Traffico       | Passeggeri | Cargo (in t.) | Operazioni |
| -------------- | ---------- | ------------- | ---------- |
| Nazionali      | 85.354.233 | 321.088       | 925.970    |
| Internazionali | 10.108.634 | 399.121       | 68.376     |
| TOTALI         | 95.462.867 | 720.209       | 994.346    |